# Corpus Christi
Corpus Christi, förkortning för Sollemnitas Sanctissimi Corporis et Sanguinis Christi, ”Kristi kropps och blods högtid”, tidigare "Festum Sanctissimi Corporis Christi" ”Kristi lekamens högtid” eller "Helga lekamens högtid", är en katolsk högtid. Den högtidlighåller att den konsekrerade hostian enligt katolska kyrkans lära är Kristi kropp.
Högtiden firas traditionellt på torsdagen efter Heliga Trefaldighets dag (60 dagar efter påsk). I Stockholms katolska stift firas den dock söndagen efter denna dag.
När gammalkatolska kyrkor gick i schism efter 1870, behöll de vanligtvis firandet av Corpus Christi i sin liturgiska kalender.
Bland anglikaner började firande av Corpus Christi förekomma informellt under 1850-talet. Den år 2000 antagna officiella gudstjänstboken Common Worship anger böner och skriftläsningar för Corpus Christi inom Engelska kyrkan. Förekomsten av högtiden inom andra anglikanska och även lutherska kyrkor varierar avsevärt.
Sacris solemniis med Panis angelicus skrevs av Thomas av Aquino inför instiftandet av Corpus Christi som festdag.